# Шейка-Маре
Шейка-Маре (рум. Șeica Mare) — село у повіті Сібіу в Румунії. Адміністративний центр комуни Шейка-Маре.
Село розташоване на відстані 232 км на північний захід від Бухареста, 26 км на північ від Сібіу, 93 км на південний схід від Клуж-Напоки, 119 км на захід від Брашова.

## Населення
За даними перепису населення 2002 року у селі проживали 3480 осіб.
Національний склад населення села:
| Національність | Кількість осіб | Відсоток |
| -------------- | -------------- | -------- |
| румуни         | 3280           | 94,3%    |
| угорці         | 98             | 2,8%     |
| цигани         | 74             | 2,1%     |
| німці          | 28             | 0,8%     |

Рідною мовою назвали:
| Мова      | Кількість осіб | Відсоток |
| --------- | -------------- | -------- |
| румунська | 3372           | 96,9%    |
| угорська  | 83             | 2,4%     |
| німецька  | 25             | 0,7%     |